# Новое Курманово
Новое Курманово — село в Кунашакском районе Челябинской области, входит в состав Муслюмовского сельского поселения.

## География
Расположено в восточной части района, на берегу озера Акчакуль. Расстояние до районного центра, Кунашака, 26 км.

## История
Село было основано беглыми башкирами до 1745 (на карте 1742 не указано) на реке Тече (ниже места расположения современное село Муслюмова.

## Население
| 2002 | 2010 |
| ---- | ---- |
| 653  | ↘484 |

(в 1970 — 1257, в 1983 — 833, в 1995 — 812)

## Улицы
- Улица Ленина
- Улица Мира
- Набережная улица
- Октябрьская улица
- Улица Салавата Юлаева
- Улица Свободы
- Улица Труда